# Lucille M. Mair

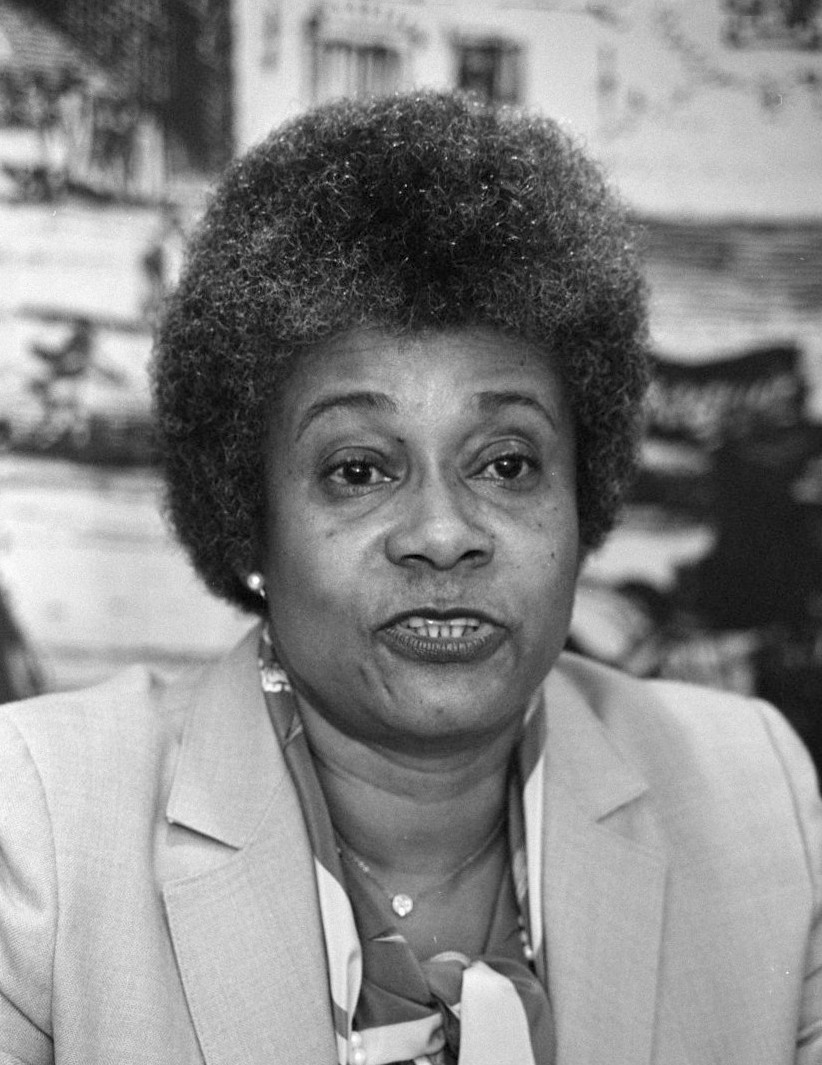
Lucille Mair năm 1980

Tiến sĩ Lucille Mathurin Mair, nhũ danh Walrond (1924; Jamaica – 28 tháng 1 năm 2009; Kingston, Jamaica), là một đại sứ, tác giả, nhà ngoại giao và chuyên gia về giới tính của Jamaica.

## Giáo dục và sự nghiệp
Mair có được bằng cấp đầu tiên khoa lịch sử tại Đại học London. Năm 1974, bà đã nhận được bằng tiến sĩ chuyên ngành lịch sử của Đại học West Indies với luận văn mang tên "Một nghiên cứu lịch sử về phụ nữ ở Jamaica 1655–1844", về việc Verene Shepherd đã nói: "Trong khoảng thời gian ba thập kỷ, nó đã trở thành thứ được tìm kiếm nhiều nhất sau các tác phẩm chưa được công bố giữa các sinh viên và học giả về lịch sử và văn hóa Caribe."
Mair từng là Trợ lý Tổng thư ký tại văn phòng Bộ trưởng Liên Hợp Quốc năm 1979, từ đó bà đảm nhiệm vai trò Tổng thư ký cho Hội nghị Thế giới về Thập kỷ Phụ nữ của Liên hợp quốc tổ chức năm 1980 tại Copenhagen. Từ năm 1981 đến năm 1982, bà là cố vấn đặc biệt cho Quỹ Nhi đồng Liên hợp quốc (UNICEF) về Phát triển phụ nữ ở cấp độ trợ lý tổng thư ký. Sau đó, bà tiếp tục làm Tổng thư ký Hội nghị Liên hợp quốc về Palestine từ 1982 đến 1987. Bà là Đại diện thường trực của Jamaica tại Liên Hợp Quốc từ năm 1992 đến năm 1995 và cũng là Đại sứ tại Cuba.
Mair qua đời vào ngày 28 tháng 1 năm 2009 tại nhà riêng ở Kingston.

## Giải thưởng
Viện nghiên cứu xã hội quốc tế (ISS) đã trao bằng tiến sĩ danh dự cho Lucille Mair vào năm 1988. Năm 1996, bà nhận được giải thưởng định kì ba năm một lần của CARICOM dành cho phụ nữ.